# 텔루구인
텔루구인(텔루구어: తెలుగువారు)은 인도의 안드라프라데시주, 텔랑가나주, 푸두체리의 야남구 출신으로 텔루구어를 사용하는 민족 언어 집단이다. 그들은 드라비다인 집단 중 가장 인구가 많다. 텔루구어는 인도에서 4번째로 많이 사용되고 세계에서 14번째로 많이 사용되는 언어이다. 인도의 카르나타카주, 타밀나두주, 오디샤주, 마하라슈트라주에도 상당수의 텔루구인들이 거주하고 있다. 텔루구 디아스포라의 구성원은 미국, 오스트레일리아, 말레이시아, 모리셔스, 아랍에미리트 및 기타 국가에 퍼져 있다.
안드라는 고대부터 텔루구인에게 사용된 민족명이다. 안드라족에 대한 최초의 언급은 리그베다의 아이타레야 브라마나(c. 800 BCE)에서 나타난다. 마하바라타에서, 사티아키의 보병은 긴 머리, 큰 키, 달콤한 언어, 그리고 힘 있는 기술로 유명한 안드라족이라고 불리는 부족으로 구성되어 있었다. 그들은 또한 불교의 자타카 설화에도 언급되었다. 메가스테네스는 저서인 인디카(c. 310 BCE)에서 고다바리강과 크리슈나강 삼각주에 사는 안드라족은 인도 아대륙 전체에서 마우리아 제국 다음으로 강력한 군사력으로 유명했다고 썼다. 첫 번째 주요 텔루구 정치체는 데칸 고원 전체와 심지어 인도 서부와 중부의 먼 지역을 지배했던 사타바하나 왕조(기원전 2세기–2세기)였다. 그들은 로마 제국과 무역 관계를 맺었고, 그들의 수도인 아마라바티는 서기 2세기에 인도에서 가장 번성한 도시였다. 고대 텔루구 문자(벵기 문자)에 새겨진 글은 인도네시아와 미얀마까지 멀리 떨어진 곳에서 발견되었다.
13세기에, 카카티야 왕조는 하나의 왕국 아래 다양한 텔루구어 사용 지역을 통일했다. 나중에, 텔루구 문화와 문학이 번성했고 비자야나가라 제국 후기 동안 정점에 이르렀다. 비자야나가라 제국의 몰락 이후, 나야카라고 불렸던 다양한 텔루구 통치자들은 북인도의 라지푸트와 같은 역할을 하며 남인도 전역에 독립적인 왕국들을 설립했다. 스리랑카를 통치했던 마지막 왕조인 캔디의 나야카는 텔루구 혈통이었다. 이 시대에, 텔루구어는 남인도 전역에서 고급 문화의 언어가 되었다. 비자야 라마스와미는 그것을 대략 같은 시대 동안 현대 유럽의 문화 언어로서 프랑스어의 압도적인 우위에 비교했다. 텔루구어는 또한 인도 클래 음악의 두 가지 주요 하위 장르 중 하나인 카르나타카 음악의 진화에서 우세하다.
서기 1세기 초에 크리슈나강 계곡에서 안드라족에 의해 개발된 건축물은 아마라바티 예술 학파라고 불리며 고대 인도 예술의 3대 양식 중 하나로 여겨졌고 남인도, 스리랑카, 그리고 동남아시아의 예술에 큰 영향을 미쳤다. 동아시아에서 우세한 불교 전통이자 세계에서 가장 큰 불교 교파인 대승 불교는 안드라 지역에서 형성되었다.
텔루구어는 인도 정부에 의해 고전 언어로 지정된 6개의 언어들 중 하나이다. 그것은 1,400년 이상 동안 공식 언어로 사용되어 왔고, 1000년 이상의 깨지지 않고 다양한 문학적 전통을 가지고 있다. 텔루구어 공연 예술은 고전 춤 형태인 쿠치푸디뿐만 아니라 페리니 시바탄다밤, 그리고 부라 카타를 포함한다. 텔루구 그림자 인형극 전통인 톨루 봄말라타는 기원전 3세기로 거슬러 올라가며, 인도네시아 관광의 주식이었던 인기 있는 인도네시아 예술 형태인 와양의 조상이다. 텔루구 영화관은 입장료뿐만 아니라 흥행 면에서도 인도에서 가장 큰 영화 산업이다. 그 산업은 인도에서 가장 비싸고 수익이 높은 영화들 중 일부를 제작했고, 텔루구어를 사용하는 지역들을 훨씬 넘어 인도의 대중 문화에 영향을 미쳤다.